# M-6 (Montenegro)
De M-6 of Magistralni Put 6 is een hoofdweg in Montenegro. De weg loopt van Ranče aan de grens met Servië naar Jasenovo Polje waar de weg aansluit op de M-3. Aan de Servische zijde loopt de weg verder als M29 naar Prijepolje. De M-6 is ongeveer 127 kilometer lang.

## Geschiedenis
In de tijd dat Montenegro bij Joegoslavië hoorde, was de huidige M-6 onderdeel van meerdere routes, waaronder de Joegoslavische hoofdweg M8. Deze weg liep van Foča naar Novi Pazar. Na het uiteenvallen van Joegoslavië en de onafhankelijkheid van Montenegro behielden de wegen hun nummer in Montenegro. 
In 2016 werden de wegen in Montenegro opnieuw ingedeeld, waarbij de M-6 werd gevormd uit delen van de R-4, R-5 en M-8.